# 文江溪
文江溪，位于中华人民共和国福建省中部的一条河流，是尤溪坂面溪河段左岸支流，上游称苏坑溪，发源于永安市东部青水畲族乡汀海村，向北流至新村东南转东流，经槐南镇、大田县文江镇、尤溪县新阳镇高士村、中洋村、大田县梅山镇德州村、沧州村等地，最后于尤溪县坂面镇街面水电站大坝下汇入尤溪。河长101千米，流域面积1373平方千米，河道平均比降4.6‰。